# Episodi di Goodyear Theatre (seconda stagione)
La prima stagione della serie televisiva Goodyear Theatre è andata in onda negli Stati Uniti dal 29 settembre 1958 all'8 giugno 1959 sulla NBC.
| nº | Titolo originale                           | Prima TV USA      |
| -- | ------------------------------------------ | ----------------- |
| 1  | The Chain and the River                    | 29 settembre 1958 |
| 2  | Lazarus Walks Again                        | 27 ottobre 1958   |
| 3  | The Spy                                    | 10 novembre 1958  |
| 4  | The Guy in Ward 4                          | 24 novembre 1958  |
| 5  | Points Beyond                              | 8 dicembre 1958   |
| 6  | Curtain Call                               | 22 dicembre 1958  |
| 7  | Coogan's Reward                            | 5 gennaio 1959    |
| 8  | Afternoon of the Beast                     | 19 gennaio 1959   |
| 9  | A London Affair                            | 2 febbraio 1959   |
| 10 | Success Story                              | 16 febbraio 1959  |
| 11 | A Good Name                                | 2 marzo 1959      |
| 12 | The Obenauf Story                          | 30 marzo 1959     |
| 13 | A Sword for Marius                         | 13 aprile 1959    |
| 14 | A Light in the Fruit Closet                | 27 aprile 1959    |
| 15 | I Remember Caviar                          | 11 maggio 1959    |
| 16 | Wait Till Spring                           | 31 maggio 1959    |
| 17 | Cristabel (The Secret Life of John Monroe) | 8 giugno 1959     |

## The Chain and the River
- Prima televisiva: 29 settembre 1958

### Trama
- Guest star: Patty McCormack (Gussie), Paul Douglas (Sam), Maurine McCormack (Mary), Claudia Bryar (Delia)

## Lazarus Walks Again
- Prima televisiva: 27 ottobre 1958

### Trama
- Guest star: Eddie Albert (Calvin Lazarus), Parley Baer (Roger Blake), Staats Cotsworth (Franklin Staimes), Barbara Darrow (Oma Jean), James McCallion (Barber), Gilman Rankin (Marshal)

## The Spy
- Prima televisiva: 10 novembre 1958

### Trama
- Guest star: Gig Young (Herman Worth), Everett Sloane (Peter Fenton), Joan Tompkins (Sarah Sheldon), Walter Coy (dottor Edward Basehart), Theodore Marcuse (Rence), Ralph Clanton (maggiore A.S. Mainor), Helen Wallace (Miss Hellock), Edwin Jerome (Bremmerson), Steve Pendleton (capitano Robert Deenthorpe)

## The Guy in Ward 4
- Prima televisiva: 24 novembre 1958

### Trama
- Guest star: Charles Aidman (Alvarado), Richard Kiley (capitano Josiah Newman), Eddie Ryder (Jim Tompkins), Michael Vandever (Patient), Keith Vincent (Briscoe)

## Points Beyond
- Prima televisiva: 8 dicembre 1958

### Trama
- Guest star: Julie Adams (Marion Ewell), Raymond Greenleaf (Mr. Hoonrath), Sterling Hayden (tenente Charley Ewell), Joseph Holland (Visitor)

## Curtain Call
- Prima televisiva: 22 dicembre 1958

### Trama
- Guest star: Barry Atwater (dottor Aiken), Jackie Cooper (Chris Shade), Sue George, Lou Krugman, Donald Randolph (Roscoe Hammond)

## Coogan's Reward
- Prima televisiva: 5 gennaio 1959

### Trama
- Guest star: Jered Barclay (soldato Cully Washburn), Roxane Berard (Jeannine), Alan Carney (caporale Konstanti), Alan Dexter (Dan Ferrabghty), Robert Gist (Ben Moore), Tony Randall (Willie Coogan), Chet Stratton (Sol Iverson), Jason Wingreen (Gene Vermeth)

## Afternoon of the Beast
- Prima televisiva: 19 gennaio 1959

### Trama
- Guest star: Rafael Campos (Rafael Jalisco), Nestor Paiva (Don Alfredo Ferrer), Keenan Wynn (Manuel Carrega)

## A London Affair
- Prima televisiva: 2 febbraio 1959

### Trama
- Guest star: Dayton Lummis (Lord Meredith), Ray Milland (Binyon), Jack Raine (Henry), Gia Scala (Giovanna)

## Success Story
- Prima televisiva: 16 febbraio 1959

### Trama
- Guest star: Jim Backus (Jim Cannaday), Virginia Gregg (Fay Lantry), Carolyn Kearney (Kitty Lantry), Robert Sampson (Paul McDermott)

## A Good Name
- Prima televisiva: 2 marzo 1959

### Trama
- Guest star: Parley Baer (Walter Brodsky), Lee Philips (Vince Harper), Edward G. Robinson (Harry Harper), Jacqueline Scott (Ann Harper)

## The Obenauf Story
- Prima televisiva: 30 marzo 1959

### Trama
- Guest star: Herbert Anderson (maggiore Joseph B. Maxwell), Kerwin Mathews (tenente James Obenauf), Douglas Odney (maggiore Jim Graves)

## A Sword for Marius
- Prima televisiva: 13 aprile 1959

### Trama
- Guest star: Anthony Eustrel (Mr. Granier), James Mason (Marius), Fabrizio Mioni (Ramon De Parma), Jacqueline Ravell (Lenore Marius)

## A Light in the Fruit Closet
- Prima televisiva: 27 aprile 1959

### Trama
- Guest star: Trudi Ames (Joan), Steve Dunne (Jim Blandings), Margaret Hayes (Muriel Blandings), Jacklyn O'Donnell (Betsy), Charles Seel (Eph)

## I Remember Caviar
- Prima televisiva: 11 maggio 1959

### Trama
- Guest star: Pat Crowley (Maggie Barrett), Jack Mulhall (Lister), Elliott Reid (Eric Randall), Lurene Tuttle (Caroline Randall)

## Wait Till Spring
- Prima televisiva: 31 maggio 1959

### Trama
- Guest star: Jeanne Crain (Lila Babrek Barnes), Alice Frost (infermiera Wheeler), John Lupton (dottor Johnny Bond), Harvey Stephens (dottor Weiss)

## Cristabel (The Secret Life of John Monroe)
- Prima televisiva: 8 giugno 1959

### Trama
- Guest star: Susan Gordon (Lydia Monroe), Dabbs Greer (poliziotto), Charles Herbert (Charley), Georgann Johnson (Ellen Monroe), Arthur O'Connell (John Monroe)